# 古拉人種

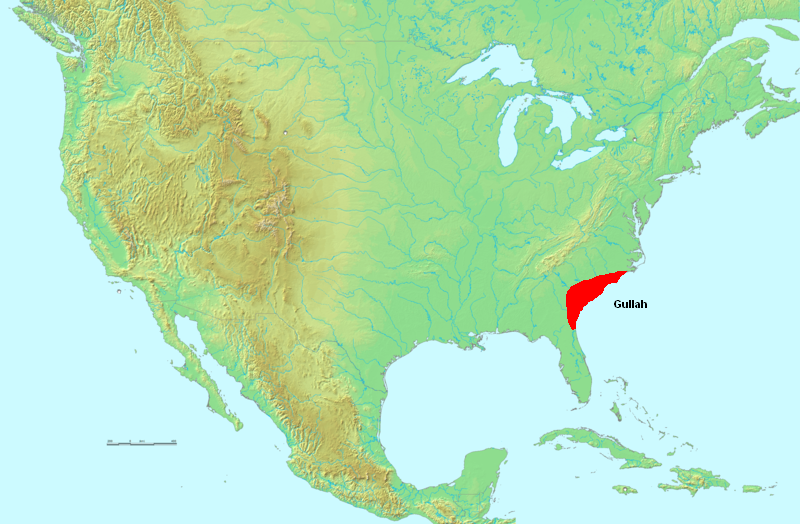
古拉人聚居區

古拉人種（Gullah）是一群說著克里奧爾語古拉語的非裔美國人，目前人數約二十萬，主要居住在美國北卡羅來納州、南卡羅來納州、喬治亞州和佛羅裡達州的沿海平原。由於歷史上的地理隔離以及社區與其共同的歷史和身份的關係，他們的語言和文化保留了非洲主義的顯著影響。

## 發源地
古拉人是非洲奴隸的後裔。他們曾生活於海島及南卡罗来纳州、喬治亞州及佛罗里达州北部。在喬治亞州，常常被稱呼為Geechees。
古拉一詞可能是非洲西南部的安哥拉。這是古拉人的發源地。可是有些人相信他們來自“格拉”，一群安居於西非接近賴比瑞亞邊境的部族。
1. ↑  . macmillan.yale.edu.   [2025-03-16] （英语）.